# Baba Candır
Baba Candır est une série télévisée turque humoristique en 66 épisodes de 115 minutes diffusée du 2 août 2015 au 18 mai 2017 sur la chaîne turque TRT 1. La série est la réadaptation de la série sud-coréenne What Happens to My Family? (ko).
Cette série est inédite dans tous les pays francophones.

## Synopsis
Après avoir perdu sa femme, un pâtissier à la trentaine, Salih, se voit l’obligation d’être à la fois le père et la mère de ses trois enfants. Ces trois enfants sont nommés Emrecan, Egemen et Ece. Se noyant dans une rivière durant une sortie scolaire au Cappadoce, Emrecan est sauvé par une jeune fille nommé Ceylan. Ce dernier obtient une promesse de la part d'Emrecan qui lui propose de se voir au Parc d'Ulus à Istanbul 11 ans plus tard pour se marier. Ece, est devenu l'assistante d'un important homme d'affaires, tandis qu’Egemen est devenu médecin.
L'histoire débute onze ans après avec l'arrivée de Ceylan à Istanbul et son périple pour retrouver son amour d'enfance Emrecan.

## Distribution
| Acteurs                | Personnages          | Épisodes | À propos                                           |
| ---------------------- | -------------------- | -------- | -------------------------------------------------- |
| Settar Tanrıöğen       | Salih Çelik          | 1-66     | Père de la famille Çelik                           |
| Melis Tüzüngüç (tr)    | Ceylan               | 1-66     | Fiancée d'Emre Can                                 |
| Özgün Karaman          | Emrecan Çelik        | 1-66     | Fils benjamin de la famille                        |
| Ertunç Tuncer          | Rüzgar               | 3-66     | Ami d'enfance d'Emre Can, célébrité de la musique  |
| Tülay Bursa (tr)       | Nermin               | 1-66     | Sœur de Salih                                      |
| Berna Koraltürk (tr)   | Ece Çelik            | 1-66     | La seule fille de la famille Çelik                 |
| Uraz Kaygılaroğlu (tr) | Haluk                | 1-66     | Fils du patron à Ece, qui est également sa fiancée |
| Tolga Pancaroğlu       | Egemen Çelik         | 1-66     | Fils ainé de la famille                            |
| Mehmet Ulay (tr)       | Hasan Başkan         | 1-66     | Père de Haluk et patron d'Ece                      |
| Dila Akbaş Bayrak      | Aslı                 | 4-66     | Femme d'Egemen                                     |
| Selda Özbek (tr)       | Müge                 | 1-66     | Femme de Hasan Başkan                              |
| Nurhak Mine Söz        | Derya                | 1-66     | Ancienne petite amie d'Egemen                      |
| Fırat Albayram (tr)    | Levent               | 20-66    | Avocat, ancien petit ami d'Ece                     |
| Cansu Gültekin         | Damla                | 31-66    | Fille de Nermin                                    |
| Cengiz Tangör (tr)     | Adnan Taşçı          | 1-66     | Père d'Aslı                                        |
| Mehtap Altunok (tr)    | Müjde (Sipahi) Taşçı | 1-66     | Mère d'Aslı                                        |
| Pınar Bibin            | Şebo (Şebnem)        | 17-66    |                                                    |
| Ayfer Tokatlı          | Büşra (Kahkül Kız)   | 1-66     | Collègue et amie d'Ece                             |
| Mihriban Er            | Bahar                | 37-66    | Mère de Haluk                                      |

## Lieux de tournage
Mise à part quelques scène au Cappadoce, la série est plus généralement tourné à Istanbul.
La maison de la famille Çelik se trouve dans le quartier de Köyönü situé dans l'arrondissement de Beykoz à Istanbul.